# خلل تنسج أكروميلي
خلل التنسج الأكروميلي مرض عظمي نادر يسبب خلل في تطور العظام والغضاريف، ما يؤدي إلى قصر في الساعدين وأسفل الساقين واليدين والقدمين والأصابع وأصابع القدم. توجد خمس طفرات وراثية مختلفة مسؤولة عن هذا الاضطراب. يكون العلاج شخصيًا ولكنه يهدف عمومًا إلى تخفيف الأعراض، مثل الحداب والظهر المنحني.

## العلامات والأعراض
يتظاهر خلل التنسج الأكروميلي بتثبيط نمو بعض العظام الطويلة مثل الساعدين والساقين. يظهر هذا المرض خلال السنوات الأولى من الحياة. لا يكون نمو الساعدين وأسفل الساقين واليدين والقدمين متناسبًا مع بقية الجسم. بمرور الوقت، قد يواجه الأفراد صعوبة في أداء بعض الحركات مثل بسط الذراعين بالكامل، وتدوير الذراعين إلى الداخل نحو الجسم مع توجيه راحة اليد للأسفل، وتدوير الذراعين إلى الخارج مع توجيه راحة اليد للأعلى. قد تؤدي التشوهات في نمو غضاريف وعظام اليدين والقدمين والأصابع إلى قصرها وزيادة عرضها. في مرحلة الطفولة المبكرة، قد يعاني المصابون من انحناء مترقٍ غير طبيعي في العمود الفقري.
تشمل الأعراض الشائعة ما يلي:
- قصر القامة
- تنكس مترقِ
- تصلب
- فرط ليونة
- فصال عظمي
- تشوه في شكل العظام

عادةً ما يكون لدى الخدج المصابين بخلل التنسج الأكروميلي وزن طبيعي عند الولادة، ولكن، قد يكون لديهم تشوهات أخرى مميزة في الوجه.
- ضخامة الرأس
- حدبة جبهية
- بروز قذالي
- تسطح بسيط في منتصف الوجه
- أنف أفطس وشديد الصغر

## الأسباب
يعتبر خلل التنسج الأكروميلي مرضًا نادرًا ويورّث كسمة وراثية جسمية متنحية. يعني الصبغي الجسمي المتنحي وجوب وجود نسختين من الجين غير الطبيعي حتى يتطور المرض. يمكن توريث هذا المرض من الوالدين أو يمكن أن تحدث طفرة جينية لدى المصاب بخلل التنسج الأكروميلي.

## التشخيص
يعتمد التشخيص على المظاهر السريرية والتحليل الجيني الجزيئي والمخطط الرحلاني والتصوير الشعاعي. يُشخص المرض خلال السنوات الأولى من الحياة. يعد تحديد السمات الرئيسية للمرض العامل الرئيسي في التشخيص. يستخدم التحليل الجزيئي لفحص الحمض النووي الريبوزي منقوص الاكسجين (دنا) لكل من الشخص المصاب ووالديه. لتحقيق ذلك، يتم سحب عينة دم واستخراج الدنا باستخدام جهاز عزل الدنا الآلي. تظهر النتائج الكروموسوم الطافر وتحدد ما إذا كان هذا الكروموسوم قد نُقل من أحد الوالدين. يُظهر التصوير الشعاعي صفائح نمو غير طبيعية وتشوه في عظام الأطراف. تؤكد هذه النتائج التطور غير الطبيعي والاندماج المبكر للمناطق التي تلتقي فيها أجسام بعض العظام الطويلة بمشاشاتها. يستخدم المخطط الرحلاني لتحديد النمط الجيني. يمكن استخدام هذه النتائج للمقارنة مع التسلسل الطبيعي وتسلسل الأقارب.
يجب أخذ تاريخ مفصل للمريض، بما في ذلك الوالدين أو غيرهم من الأقارب. بشكل عام، يبدو الوالد/ة الذي يحمل كروموسوم خلل التنسج الأكروميلي أقصر من الطبيعي. يجب مراقبة وزن وطول المصاب بخلل التنسج الأكروميلي. بحسب عمر الفرد المصاب، يجب أن تتوافق النتائج مع نسب مئوية معينة لكشف وجود أي مشاكل قد تسبب ضعف النمو.

## العلاج
يوجد عدد محدود من خيارات العلاج لخلل التنسج الأكروميلي وتختلف الاستجابة من فرد لآخر. قد يختلف العلاج اعتمادًا على نوع الخلل والأعراض التي يعاني منها المصاب. يهدف العلاج الطبيعي إلى تخفيف أعراض معينة. مثلًا، يمكن علاج الانحناء غير الطبيعي للعمود الفقري عن طريق ممارسة التمارين واستخدام دعامات الظهر والجبائر، وفي الحالات الشديدة، الجراحة التصحيحية. يجب البدء في العلاج الطبيعي في أسرع وقت ممكن للتأكد من تحقيق أفضل النتائج لدى مرضى خلل التنسج الأكروميلي.